# Franz-Anton Mesmer
« Mesmer » redirige ici. Pour l'artiste canadien, voir Messmer (hypnotiseur).
Franz Anton Mesmer, né le 23 mai 1734 à Iznang et mort le 5 mars 1815 à Meersburg, est un médecin badois, fondateur de la théorie du magnétisme animal, dit « mesmérisme ».
Selon Mesmer, ce magnétisme animal serait la capacité de tout homme à guérir son prochain grâce à un « fluide naturel » dont le magnétiseur serait la source, et qu'il diffuserait grâce à des « passes » sur le corps dites « passes mesmériennes ». À la veille de la Révolution française, il rencontre un vif succès à Paris en amassant une fortune considérable.
Personnage controversé de son vivant et jusqu'au XXIe siècle, il est considéré soit comme un charlatan, inspirateur de l'occultisme et du spiritisme du XIXe siècle; soit comme un précurseur de l'hypnose et de la psychologie dynamique; soit comme un médecin des Lumières représentatif des conflits et contradictions de son époque.

## Biographie

### Origines familiales
Il naît dans le village d'Iznang, au bord du lac de Constance, où son père, Anton, est maître forestier au service du Prince-Évêque de Constance. On ne sait rien de son enfance et de son adolescence jusqu'à l'âge de 18 ans.

### Études supérieures (1752-1766)
En 1752, Franz Anton Mesmer s'inscrit à l'université de Dillingen (de) où il étudie la théologie ; en 1754, il entre à l’université d’Ingolstadt pour sa troisième année de théologie.
Il s'inscrit ensuite en droit à l'université de Vienne (1759), puis en médecine (1760).
En 1766, à l'âge de 33 ans, Mesmer publie sa thèse de doctorat en médecine : Dissertatio Physico-medica de planetarum influxu De l'influence des planètes sur le corps humain, dans laquelle on retrouve l'influence des théories du médecin belge Jan Baptist van Helmont (Le traitement magnétique des plaies, 1621), du jésuite allemand Athanasius Kircher et de l'astronome anglais Isaac Newton.
Selon les auteurs, Mesmer serait ici influencé soit par l'occultisme, soit par l'iatromécanisme (mécanisme en médecine). Pour Robert Darnton, cette dissertation n'est qu'un mélange d'astrologie et de newtonisme. Selon Rausky, il n'est pas exactement un occultiste, car il est tourné vers l'avenir et se soucie peu d'une fidélité à une ancienne tradition, il n'est pas non plus un « iatromécanicien » car il ne cherche pas à mesurer ou à expérimenter.
Dans cette thèse, une notion émerge, encore vague, mais qu'il développera par la suite, celle de « gravité animale » : les influences entre individus sont du même ordre cosmique que celles des astres entre eux.

### Vienne (1768-1777)
En janvier 1768, Mesmer épouse la riche veuve Maria Anna von Posch (appelée « von Bosch » dans la correspondance de Mozart). De nombreux musiciens viennois fréquentent leur maison, notamment Haydn, Gluck et Leopold Mozart (voir la section Mécénat musical).

#### Premier cas
En 1773, il soigne dans sa propre maison une malade de 27 ans, la demoiselle Oesterlin, qui présentait des crises douloureuses et convulsives à répétition. Il venait d'apprendre que des médecins anglais utilisaient des aimants pour traiter certaines maladies.
Les premiers essais avec des aimants en fer sont décevants, échecs qu'il attribue à l'imperfection des aimants. Il utilise alors les plaques aimantées inventées par le père jésuite Maximilian Hell, astronome à la cour de Vienne. Il adapte la forme de ces plaques à celle de la partie du corps à traiter.
Le 28 juillet 1774, Mesmer rapporte qu'il fait avaler à sa malade une mixture contenant du fer, puis il fixe sur son corps trois aimants, l'un sur l'estomac, un autre sur chaque jambe. Il provoque ainsi une crise ou « marée artificielle », la malade guérit de cette attaque en devenant insensible aux aimants.
La demoiselle Oesterlin s'améliore à un tel point qu'elle épouse le beau-fils de Mesmer, fils de la veuve von Posch.
À la suite d’une polémique avec Hell sur la paternité de ce procédé, Mesmer insistera sur le fait que le magnétisme animal est distinct du fluide magnétique minéral. Il interprète la guérison de sa malade comme venant de son propre fluide magnétique à lui, les aimants ne jouant qu'un rôle amplificateur et directionnel.
Mesmer transforme une tradition ancienne occulte, fétichiste et magique, qui attribuait des pouvoirs magnétiques et mystérieux à des parties détachées du corps humain (mèches de cheveux, relique anatomique...). Il considère que c'est le thérapeute, personne vivante dans sa totalité, qui peut guérir et soulager par son magnétisme personnel.

#### Début de célébrité

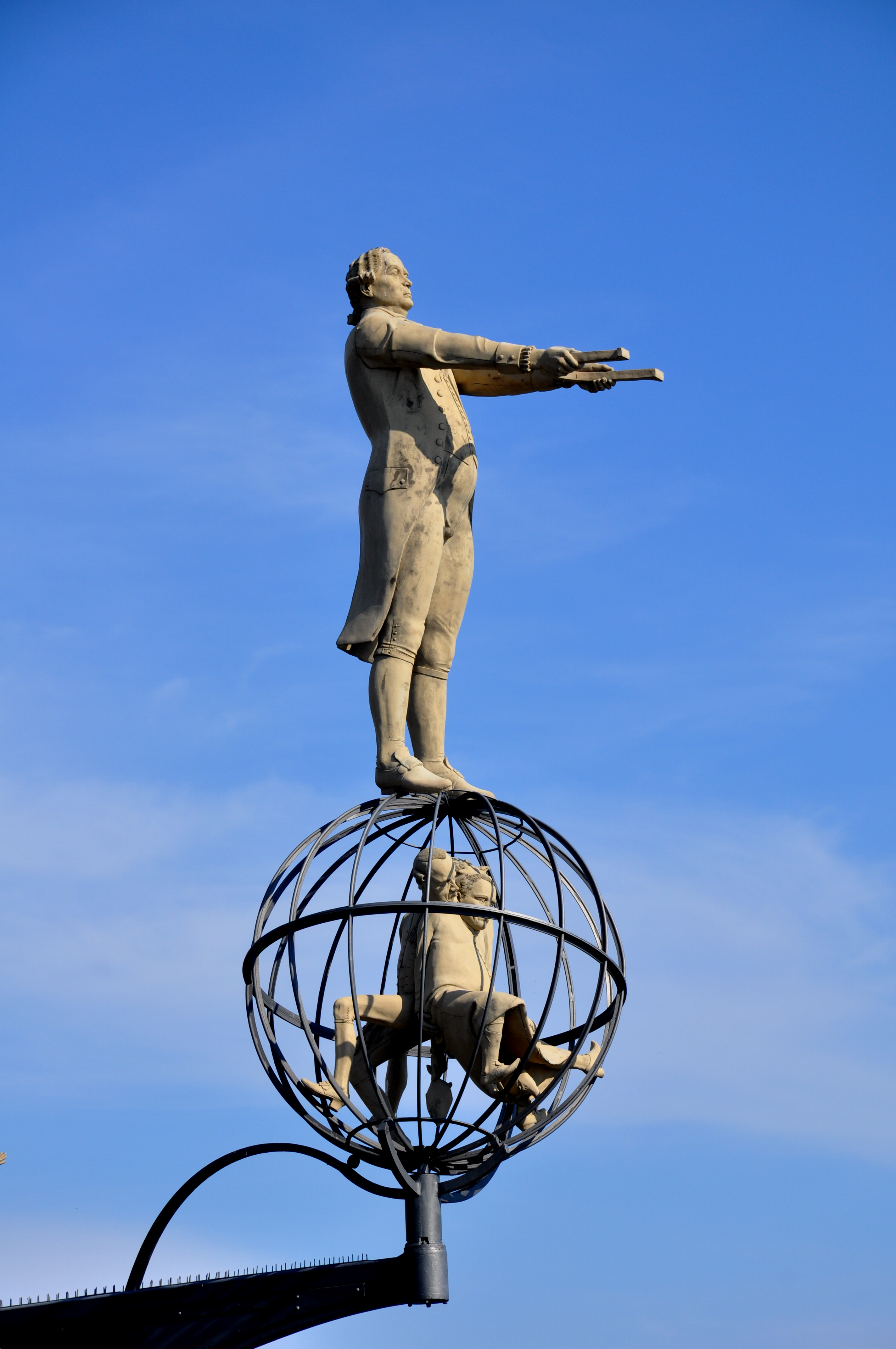
Mesmer brandissant son aimant, une « colonne magique » du sculpteur Peter Lenk située à Meersburg.

En juin 1775 il se rend chez le Baron Horeczky de Horka, un noble hongrois en Slovaquie, pour traiter ses spasmes nerveux. Il existe sur ce sujet un témoignage du précepteur de la maison du Baron qui surveilla Mesmer pour tenter de le démasquer comme charlatan. Ce précepteur nommé Seyfert rapporte que Mesmer portait des aimants sur lui, y compris dans son lit, et qu'il reconnaissait que son pouvoir magnétique était plus faible que celui du père exorciste Johann Joseph Gassner.
Fin 1775, Mesmer est convaincu que, par les aimants, il peut surpasser Gassner. Il a réussi plusieurs guérisons sensationnelles. Il est appelé à Munich par le Prince-électeur pour faire démonstration de ses pouvoirs. Il est nommé membre de l'Académie bavaroise des sciences en donnant son opinion sur Gassner qu'il estime doté d'un pouvoir magnétique extraordinaire.
En 1776-1777, il mène un traitement de la cécité de Maria Theresia von Paradis, une musicienne de 18 ans aveugle depuis l’âge de quatre ans. Mesmer parvient à rétablir partiellement sa vue, ce dont les parents lui furent d’abord fort reconnaissants, mais les médecins qui s'étaient occupés de la musicienne contestent la guérison, soulignant que la malade n'affirme voir qu'en présence de Mesmer.
À la suite d'un conflit entre Mesmer et la famille Paradis, la musicienne interrompt son traitement. Selon Mesmer, ni la famille, ni la malade n'avaient intérêt à guérir, cela aurait été la fin d'une carrière de musicienne aveugle et de la générosité de l'Impératrice d'Autriche.

### Paris (1778-1785)
Le départ de Mesmer de Vienne pour Paris fait l'objet de plusieurs interprétations. Il aurait été contraint de partir, à cause de son échec avec les Paradis, et de l’hostilité de ses collègues. Il est dit aussi que la jeune malade se serait entichée de Mesmer, lequel ne serait pas resté insensible.
Selon Ellenberger, la véritable raison de son départ serait dans son caractère hypersensible et instable. À la fin de l'année 1777, Mesmer traverse une phase de dépression, il se promène dans la forêt en parlant aux arbres. Progressivement il retrouve sa confiance en lui, et se donne mission de faire connaître sa découverte au monde. Il part pour Paris en février 1778, il quitte Vienne, mais aussi sa femme qu'il ne reverra plus jamais.

#### Installation de Mesmer à Paris
L'atmosphère parisienne est différente de celle de Vienne. Contrairement à l'empire autrichien doté d'une autorité stable et énergique, d'une administration ferme et d'une police efficace, la vie parisienne est agitée, sous un pouvoir politique faible et instable et une économie corrompue. Lors de la guerre franco-anglaise, le public parisien s'enthousiasme pour l'indépendance américaine, prêt à passer d'un engouement à l'autre.
Il s'établit d'abord à Créteil en mai 1778. Sa clientèle s'accroissant, il officie ensuite à Paris : à l'hôtel Bourret, place Vendôme puis à l'hôtel Bullion à l'angle des rues Coq-Héron (actuel no 9) et Orléans-Saint-Honoré (actuelle rue du Louvre), près de Saint-Eustache, et encore à l'hôtel de Coigny. Il reçoit des malades de la plus haute société pour les magnétiser en leur demandant des honoraires exorbitants.
Il tient à entrer en relation avec les autorités académiques. Il se fait assister par Charles Deslon, médecin personnel du comte d'Artois (frère du Roi) avec le soutien duquel il publie, en 1779, son Mémoire sur la découverte du magnétisme animal de 88 pages, suivi de ses 27 célèbres Propositions décrivant sa théorie.

#### Les théories de Mesmer (1779)
Ses 27 propositions peuvent se résumer en quatre principes fondamentaux :
- un fluide physique subtil emplit l'univers, servant d'intermédiaire entre l'homme, la terre et les corps célestes, et entre les hommes eux-mêmes ;
- la maladie résulte d'une mauvaise répartition de ce fluide dans le corps humain et la guérison revient à restaurer cet équilibre perdu ;
- grâce à des techniques, ce fluide est susceptible d'être canalisé, emmagasiné et transmis à d'autres personnes ;
- il est possible de provoquer des « crises » chez les malades et de les guérir.

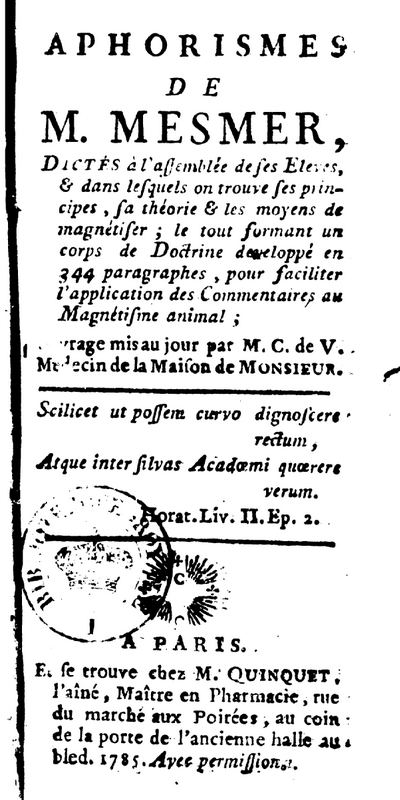
Aphorismes de Mesmer (1785).

Selon Mesmer, le magnétisme animal est la capacité de tout homme à guérir son prochain grâce à un « fluide naturel » dont le magnétiseur serait la source, et qu'il diffuserait grâce à des « passes », dites « passes mesmériennes », sur tout le corps. Il se disait capable de provoquer des crises par sa seule présence ou par ses gestes.
Mesmer se comporte en penseur des Lumières, car il rejette toute théorie mystique en cherchant une explication « rationnelle ». Il pense l'avoir trouvée en invoquant un principe analogue à la gravitation universelle de Newton. Ce principe ou fluide existerait sous plusieurs formes dont l'électricité et le magnétisme animal.
Mesmer attribue à ce fluide des pôles, des décharges, des conducteurs, des isolateurs et des accumulateurs. Par là, il estime pouvoir provoquer artificiellement des crises de la maladie à traiter, constituant en même temps une méthode de guérison. Il s'inspire ainsi des méthodes de l'exorciste Gassner : la crise, preuve d'une possession démoniaque, est aussi une première étape d'exorcisme, sur la voie d'une dépossession.
Il donne alors un célèbre aphorisme : « Il n'y a qu'une maladie, qu'un remède, qu'une guérison ». Toute l'histoire de la médecine n'est qu'une illusion. Nul remède, nul procédé thérapeutique n'a jamais guéri un malade. Ce qui guérit, c'est le magnétisme animal des médecins qui s'en servent sans s'en apercevoir. Le magnétisme animal est un remède universel qui répond à un idéal des Lumières : le rêve d'une « médecine à son point de perfection ».
Bientôt, Paris se divise entre ceux qui pensent que Mesmer était un charlatan forcé de fuir Vienne et ceux d’opinion qu'il avait fait une grande découverte.
En 1780 Charles Deslon publie Observations sur le magnétisme animal.

#### La méthode du baquet (1780)

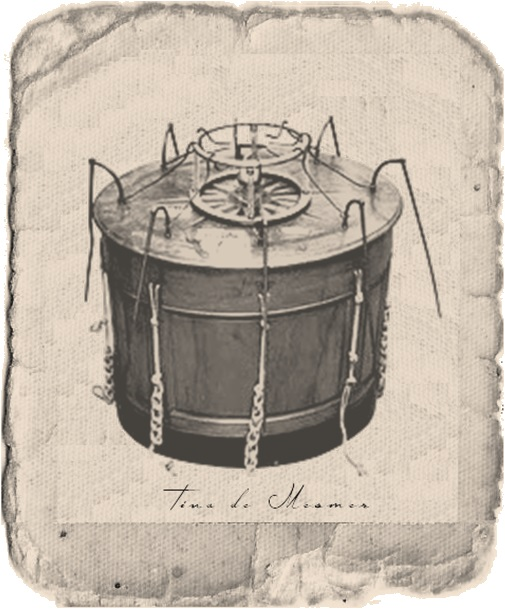
Reconstitution d'un baquet de Mesmer.

En 1780, ayant plus de patients qu'il n'en peut traiter individuellement, Mesmer introduit la méthode de traitement collectif dite du baquet. Un grand baquet rempli d'eau magnétisée, dont les bords du couvercle sont percés de trous où passent des tiges de fer recourbées à différentes hauteurs pour pouvoir s'appliquer aux différentes parties du corps à traiter. Outre ces tiges, des cordes relient tous les malades, les uns aux autres, et au baquet.

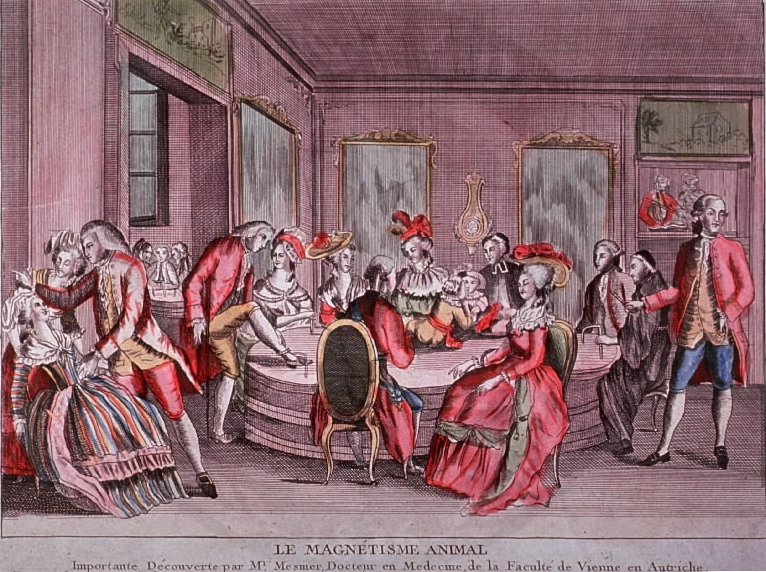
Patients assemblés autour du baquet de Mesmer.

Un médecin anglais, de passage à Paris en mai 1784, note qu'il pouvait traiter jusqu'à deux cent patients en même temps. Toute une mise en scène était destinée à renforcer les influences magnétiques : grands miroirs et sons musicaux provenant d'instruments magnétisés, dont l'harmonica de verre joué par Mesmer lui-même. Pour les pauvres, il propose un autre traitement collectif, mais de plein air : l'arbre magnétisé.
C'est notamment lors de ces traitements collectifs que se manifestent des phénomènes contagieux de « crises magnétiques » au cours desquelles les femmes de la meilleure société parisienne perdent le contrôle d'elles-mêmes, éclatent d'un rire « hystérique », se pâment, sont prises de convulsions, etc.
Mesmer est vivement attaqué par la faculté de médecine mais a des clients influents, comme le juriste Nicolas Bergasse et le banquier Guillaume Kornmann.
En mai 1781, Mesmer quitte Paris pour Spa, où il écrit son Précis historique des faits relatifs au magnétisme animal qu'il adressera aux compagnies savantes du monde entier. Il rentre à Paris fin 1781. Il effectue un deuxième séjour à Spa de juillet à décembre 1782.
Il comprend alors qu'il se trouve dans une impasse, il n'est toujours pas reconnu par les sociétés savantes, notamment l'Académie des sciences ou la Société royale de Médecine en France. De plus, son associé Charles Deslon a profité de ses absences parisiennes pour se constituer une clientèle personnelle de magnétisme animal, ce qu'il voit comme une tentative de le supplanter.
En mars 1783, il crée la loge de l'harmonie, future Société de l'harmonie universelle.

#### La Société de l'harmonie universelle (1784)
Mesmer organise avec l'aide de Nicolas Bergasse et Guillaume Kornmann, une souscription pour acheter le « secret de Mesmer ». Pour cela, ils créent en 1784 la Société de l'harmonie universelle, les souscripteurs deviennent possesseurs du secret en constituant une société destinée à enseigner et répandre la doctrine de Mesmer.
Cette société tient à la fois de l'entreprise commerciale, d'une école privée et d'une loge maçonnique. Le succès financier est énorme : les noms les plus illustres de Paris et de la Cour se trouvent parmi les souscripteurs tels les Noailles, les Montesquiou, et le Marquis de Lafayette. Armand Marc Jacques de Chastenet de Puységur et ses deux frères seront membres de cette société.
L'année 1784 est l'apogée de Mesmer et le début de sa fin. Son entreprise lui apporte une fortune considérable, des filiales sont créées dans les autres villes françaises, mais cette agitation grandissante suscite l'attention royale.

#### L'enquête sur les pratiques de Mesmer (1784)
En mars 1784, à l'instigation de Deslon et malgré les protestations de Mesmer, Louis XVI crée deux commissions pour étudier la pratique du magnétisme animal, l'une de l'Académie des sciences et de l'Académie de médecine, l'autre de la Société royale de Médecine.
Les commissaires font partie des plus grands savants de l'époque : l'astronome Jean Sylvain Bailly, les médecins Joseph-Ignace Guillotin et Jean d'Arcet, le chimiste Antoine Lavoisier, des physiciens comme l'ambassadeur des États-Unis Benjamin Franklin et Jean-Baptiste Le Roy, le botaniste Antoine Laurent de Jussieu.
Ces savants se basent sur les 27 propositions de Mesmer exposées par Charles Deslon qui présente et explique ses propres pratiques de magnétisme animal. Lavoisier établit alors un modèle d'application de méthode expérimentale : il ne s'agit pas de savoir si le magnétisme animal guérit ou pas des malades, mais de vérifier si Mesmer avait bien découvert l'existence physique d'un nouveau fluide. La conclusion fut qu'on n'avait trouvé aucune preuve d'une existence de « fluide magnétique ».
Les possibilités thérapeutiques, examinées par la Société royale de Médecine, ne sont pas niées, mais attribuées à « l'imagination » (au sens littéral de l'époque : suggestion ou influence par l'image). Des objets magnétisés ou non, sont présentés au patient comme le contraire de ce qu'ils sont : le patient réagit à ce qu'on lui dit, mais pas à la nature de l'objet. Jean Sylvain Bailly conclut que « l'imagination sans magnétisme produit des convulsions… le magnétisme sans imagination ne produit rien ».

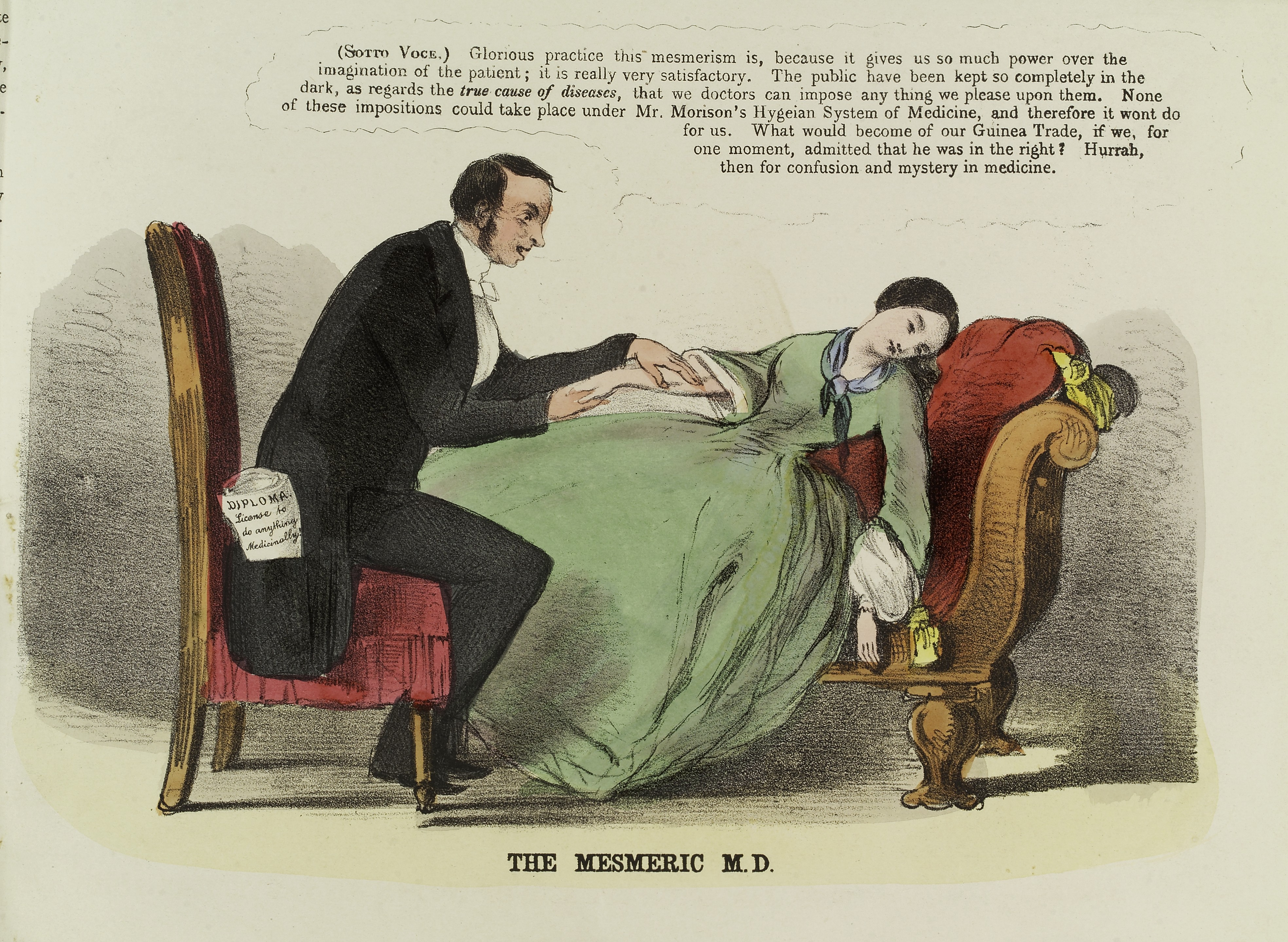
Médecin magnétiseur (mesmeric physician) prenant avantage de la situation. Lithographie anglaise de 1852.

Un deuxième rapport secret est adressé au Roi (rendu public sous le Ier Empire). Il met en garde contre les dangers érotiques exercés par le magnétiseur homme sur ses patientes magnétisées,: « le traitement magnétique ne peut être que dangereux pour les mœurs ». En revanche, un des commissaires, Antoine Laurent de Jussieu, se désolidarise de ses collègues en rédigeant un rapport particulier où il déclare que « l'influence physique de l'homme sur l'homme doit être admise » et que cet agent était probablement la « chaleur animale ».
Cependant, comme la commission n’avait observé que le travail de Deslon, beaucoup affirmèrent que ce dernier ne connaissait pas vraiment le système de Mesmer. Celui-ci s’indigna de ce que les commissaires avaient adressé leurs questions au « traître » Deslon, et non à lui. Cette circonstance lui profita pourtant, car lorsque le ministère public décida d'interdire le magnétisme animal, Bergasse réussit à faire lever l'interdiction pour Mesmer puisque, du point de vue juridique, les pratiques de Deslon ne concernaient pas celles de Mesmer.
Loin de nuire au développement du mouvement magnétique, les rapports de 1784 lui firent, au contraire, de la publicité. Cet effet fut renforcé par l’opinion contradictoire de Jussieu, et par le fait que la même année, un des plus fidèles disciples de Mesmer, le marquis de Puységur, avait fait de nouvelles découvertes d’un état jusque-là inconnu de la conscience, qu'il appelait « sommeil magnétique ».

Pour le devenir du mesmérisme voir 

#### La crise de 1784-1785 et le départ de France
Si l'enquête académique n'empêche pas le développement du mesmérisme, Mesmer lui-même connait de nombreux déboires. Sur le plan de la notoriété populaire, il est souvent ridiculisé, victime de caricatures, chansons populaires et pièces satiriques. Le 16 avril 1784, il est profondément humilié en assistant à un concert organisé à la Cour, celui de la claveciniste aveugle Maria Theresia von Paradis, venue de Vienne, celle-là même qu'il était censé avoir guérie. Tous les regards se tournèrent vers Mesmer pour lui signifier son imprudence d'être là.

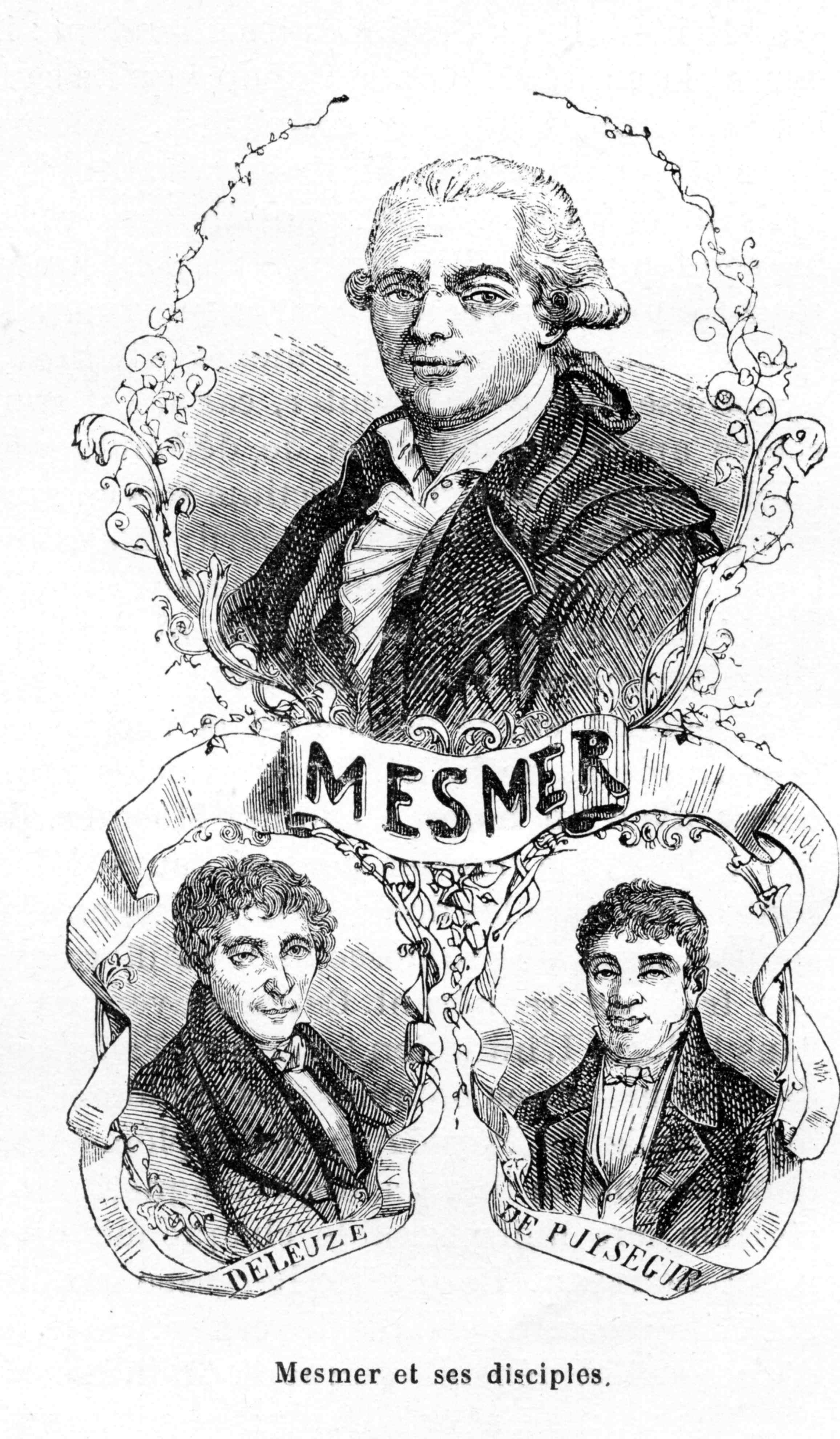
Mesmer, de Puységur et Deleuze.

Plus grave pour Mesmer sont les critiques publiées par des savants et des érudits. Un auteur anonyme publie l'anti-magnétisme (1784) soulignant les similitudes de méthode entre le magnétisme animal et l'exorcisme. Le médecin Thouret publie Recherches et doutes sur le magnétisme animal (1784) en examinant une à une les 27 propositions de Mesmer pour signaler qu'elles avaient déjà été formulées par des médecins occultes des siècles précédents, et que la théorie de Mesmer, loin d'être nouvelle, n'était que la reprise de doctrines abandonnées. Un autre médecin physicien Jean-Paul Marat dans son Mémoire sur l'électricité médicale (Rouen 1783, et Paris 1784) souligne que le magnétisme animal ne peut se présenter comme une théorie physique.
Enfin, les disciples eux-mêmes de Mesmer trouvent sa doctrine vague et incohérente, et veulent la formuler autrement. À cette époque, Mesmer s'en tenait à des objectifs thérapeutiques par une harmonie individuelle. Bergasse voit plus grand en envisageant une harmonie universelle et une harmonie sociale. Le magnétisme n'est plus un moyen de guérir, mais un prétexte à visée politique, la lutte contre le despotisme conçue comme une thérapie sociale. Bergasse publie une nouvelle philosophie du monde : Théorie du monde et des êtres organisés, suivant les principes de M.*** (1784).
De plus, Mesmer ressent la découverte du « sommeil magnétique » par son disciple Puysegur comme une atteinte personnelle qui lui fait ombrage. En août 1784, il est appelé par la Société de l'harmonie de Lyon pour faire une démonstration devant le Prince Henri de Prusse, le frère de Frédéric II, où il échoue complètement.
Mesmer rompt avec Bergasse, Kornmann et d'autres membres influents de la Société de l'harmonie. Cette scission reflète des divisions politiques : Mesmer tient à l'apolitisme, plus propre d'ailleurs à servir ses intérêts immédiats de cupidité, mais aussi au caractère égocentrique et intransigeant de sa personne.
Probablement au début de 1785, Mesmer quitte Paris et la France. Selon Ellenberger, sa réaction serait la même que celle de 1777 (départ de Vienne) : blessé dans son orgueil, atteint de dépression, il prend la fuite.

### Derniers voyages (1786-1815)
La dernière partie de sa vie reste mal connue. Dans sa dernière décennie, ses disciples ignoraient où il était et même s'il était encore en vie. Le mouvement qu'il avait fondé reste sous la direction de Puységur.
Après son départ de Paris, il aurait vécu quelques années en Angleterre sous un nom d'emprunt. Puis, il se déplace à travers l'Autriche, la France, l'Allemagne, et la Suisse.

#### Période révolutionnaire
En 1790, il est de retour à Vienne pour toucher l'héritage de la mort de sa femme. Il retrouve ses amis autrichiens et tient un salon où l'on discute avec sympathie de la Révolution française, dont la Constitution de 1791. Il revient un moment à Paris, qu'il quitte de nouveau en 1793 lors de la Terreur. En revenant à Vienne, après l'exécution de Louis XVI, il est suspecté de complicité révolutionnaire. Emprisonné pendant deux mois, il est libéré le 4 décembre 1793,.
Il gagne la Suisse et s'établit à Wagenhausen dans le Canton de Thurgovie. En 1794, son nom est mêlé à un « complot jacobin » dirigé contre François II (futur François Ier d'Autriche, neveu de Marie Antoinette). Ses amis autrichiens s'étaient radicalisés en son absence en « jacobins de Vienne » alors que Mesmer lui-même aurait été plus proche du Club des feuillants que du Club des jacobins.
En 1798, sous le Directoire, il regagne Paris dans l'espoir de récupérer une partie de ses biens, et d'obtenir une chaire d'enseignement dans un hôpital pour diffuser sa doctrine. Il séjourne pendant trois ou quatre ans à Paris et Versailles. Il écrit alors ses mémoires en 1799. Il obtient du gouvernement une compensation financière de 400 000 livres.

#### Frauenfeld
Il s'établit en Suisse, à Frauenfeld. Il a perdu une grande partie de sa fortune, mais il lui en reste assez pour vivre en riche aristocrate, isolé du monde à l'écart des médecins qui l'avaient rejeté, et de ses disciples qui l'avaient trahi.
Lorenz Oken lui rend visite en 1809. À l'issue de ce séjour, Oken appelle les médecins à rencontrer Mesmer. Johann Christian Reil propose alors à Mesmer de venir exercer à Berlin dans un établissement reconnu par les autorités prussiennes. Mesmer, arguant de son âge avancé, décline l'invitation, mais suggère à l'inverse de recevoir chez lui toute personne missionnée par Oken. À la demande d'une commission créée par le chancelier Karl August von Hardenberg, le médecin Christian Wolfart (de) - « mesmériste » et membre de l’Académie de Prusse - se rend à Frauenfeld où il arrive en septembre 1812.

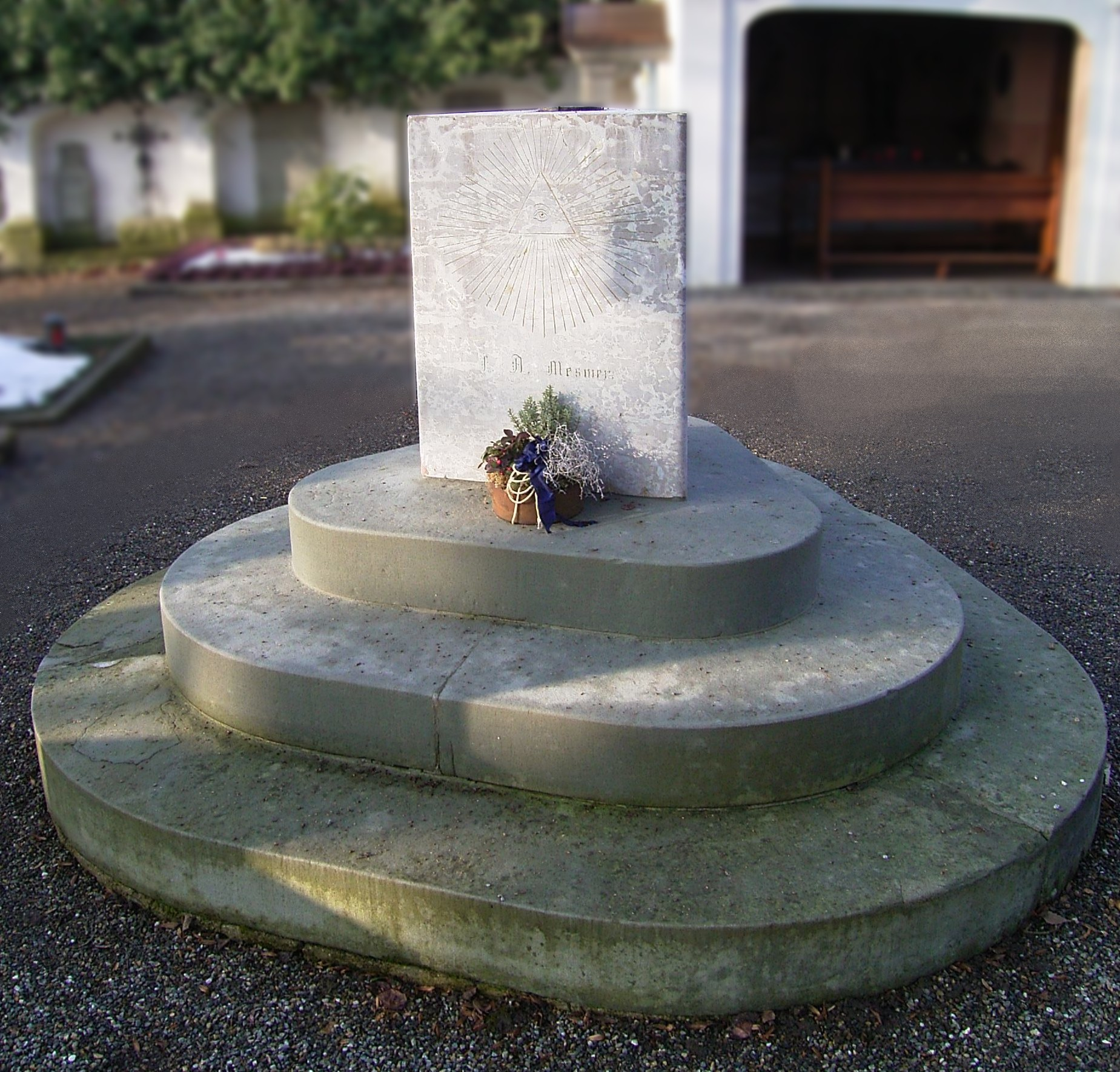
La tombe de Mesmer à Meersburg, en 2006.

Wolfart, romantique et patriote allemand s'étonne du personnage Mesmer qui, à la façon de l'ancienne aristocratie allemande, s'exprime exclusivement en français. Mesmer lègue ses manuscrits à Wolfart qui les traduit et les publie en 1814, mais en partie seulement, sous le titre Mesmerimus oder System der Wechselwirkungen, Theorie und Anwendung des thierischen Magnetismus. Ce dernier ouvrage ne porte pas seulement sur les idées médicales de Mesmer, mais aussi sur ses opinions sur les sujets les plus divers : de l'éducation aux prisons, en passant par les fêtes publiques et les impôts,.
Malheureusement, la plupart des manuscrits laissés à Wolfart ont été perdus. Selon Ellenberger « Wolfart était négligent à tel point que dans sa traduction il attribua à Mesmer le prénom de Friedrich au lieu de Franz ».
Un ou deux ans avant sa mort, Messmer s'installe à Meersburg, sur les bords du lac de Constance, où il meurt le 5 mars 1815, à quelques kilomètres de son village natal d'Iznang.

## Personnalité

### Mécénat musical
Durant sa période viennoise, Mesmer est un jeune médecin qui, par son mariage, vit en homme du monde, dans une grande propriété magnifique où il se montre connaisseur et protecteur des arts.
Parmi les artistes qui fréquentent sa demeure, se trouvent les musiciens Haydn et Gluck, ainsi que la famille Mozart. Ainsi Leopold Mozart présente à Mesmer son jeune fils Wolfgang Amadeus Mozart, âgé de douze ans. La première représentation du second opéra de Mozart, Bastien und Bastienne, s'effectue dans le théâtre privé des Mesmer le 1er octobre 1768.
Plus tard, Mozart fera référence à Mesmer (son baquet et son fluide), mais pour s'en moquer, dans son opéra Così fan tutte(1790).
Mesmer est aussi l'un des premiers à jouer de l'harmonica de verre, instrument de musique perfectionné par Benjamin Franklin.

### Caractère

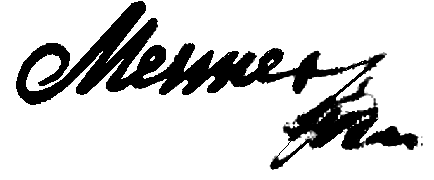
La signature de Franz Anton Mesmer.

Lorsque Mesmer arrive à Paris, il a 43 ans. Il est décrit comme un bel homme, grand et vigoureux, d'une haute distinction avec des manières raffinées. Il s'exprime très bien en français malgré un fort accent allemand. Il est rapidement accepté dans la société française : à l'aise avec les princes et les nobles, il sait combiner le charme et l'autorité pour convaincre les gens et obtenir d'importantes faveurs.
Ses partisans déçus dressent un portrait amer : Mesmer était convaincu qu'il avait fait une découverte capitale que le monde entier devait accepter immédiatement, mais qu'il appartenait à lui seul de la révéler selon son bon vouloir. Il exige de ses disciples un dévouement absolu, mais en retour il ne s'intéresse pas aux idées des autres et ne témoigne aucune gratitude. Orgueilleux et égocentrique, il rompt immédiatement en ressentant l'indifférence comme de l'hostilité, et la moindre critique comme une persécution.
Selon Ellenberger, les fluctuations de sa carrière reflètent sa psychopathologie. D'humeur instable et d'hypersensibilité morbide, il a des périodes d'exaltation et de dépression, d'hypomanie et de découragement. Vers la fin de sa vie, il aurait exprimé des idées délirantes, disant que l'eau des rivières était magnétisée, parce que lui, Mesmer, avait magnétisé le soleil.

## Points de vue
Franz-Anton Mesmer reste un personnage controversé, aussi bien en son temps que dans le milieu des historiens. Selon les auteurs, il peut être présenté d'abord comme un médecin charlatan, qui inspire l'occultisme et le spiritisme du XIXe siècle ; ou comme un médecin précurseur de l'hypnose et des psychothérapies dynamiques ; ou comme un médecin influent des Lumières, représentatif des conflits et contradictions de son époque.

### Médecin charlatan
Le siècle des Lumières est aussi surnommé « l'âge d'or du charlatanisme » par des historiens de la médecine. De ce point de vue, la demande sociale de santé individuelle s'accroit, mais le contrôle institutionnel des pratiques de santé reste insuffisant. Les pratiques de soins représentent un secteur économique de libre-marché en expansion. Dans ce cadre, des inventions thérapeutiques « technologiques » se font jour, dont celles à base de magnétisme et d'électricité, comme celles du médecin américain Elisha Perkins, ou du sexologue écossais James Graham (en).
Mesmer serait le représentant le plus célèbre de ces nouvelles méthodes, qui se présentent aussi de façon théâtrale en suscitant l'engouement du public, ce qui correspond au terme charlatanisme depuis le XVIe siècle. Dès son temps, et durant deux siècles de polémiques, Mesmer est souvent accusé d'être un charlatan et un aventurier arriviste. À l'appui de cette thèse : des témoignages de sa cupidité grandissante voire de malhonnêteté, son baquet de traitement collectif, des anecdotes pittoresques ou des propos délirants,.
Dès lors, la vogue du spiritisme et des médiums dans la deuxième moitié du XIXe siècle se situerait dans la continuité de la diffusion du mesmerisme.
Pour d'autres, tel Rausky, « la notion de charlatanisme ne devrait pas être utilisée, car celle ci n'est pas une catégorie historique précise, mais un jugement de valeur éthique, revêtu d'une objectivité douteuse ». Il s'agirait d'une accusation, faite de tout temps, par les médecins détenteurs d'un pouvoir, pour marginaliser ou exclure des concurrents ou des adversaires. Par exemple, Jean-Paul Marat, qui accuse aussi bien Mesmer que Ledru, détient lui aussi une « boutique d'électricité médicale ».
Il conviendrait alors de distinguer, dans la vie et l'œuvre de Mesmer, entre « le projet lucide » et le « délire gratuit ».

### Médecin précurseur
De façon générale, la plupart des historiens considèrent que le cas Mesmer ne se réduit pas à un cas de charlatanisme. Selon Roy Porter (en), c'est aussi « une des figures de transition sur le chemin qui va de la magie aux psychothérapies modernes » : Mesmer serait un pionnier de l'hypnose.
Pour Henri Ellenberger « on peut faire remonter la psychiatrie dynamique moderne au magnétisme animal de Mesmer, et qu'à cet égard, la postérité s'est montrée singulièrement ingrate envers lui ». Si le mesmérisme s'est discrédité, Mesmer lui-même ouvre une voie où l'on trouvera Jean-Martin Charcot, Pierre Janet et Sigmund Freud.
Stephan Zweig, dans son essai La Guérison par l'esprit (1931), fait même de Mesmer un Christophe Colomb : à l'instar de celui qui a cru trouver les Indes en découvrant l'Amérique, Mesmer a cru découvrir un fluide magnétique là ou était la notion d'inconscient.
Franklin Rausky passe en revue les observations ou pratiques de Mesmer qui annoncent ou préfigurent des concepts psychanalytiques, comme le rôle du patient et le phénomènes de transfert. De même le traitement collectif du baquet, où Mesmer se pose en leader de groupe, serait de l'ordre d'une thérapie de groupe.

### Médecin des Lumières
Le magnétisme animal et les disciples du mesmérisme, divisés en courants divergents, ont été plus étudiés que Mesmer lui-même.

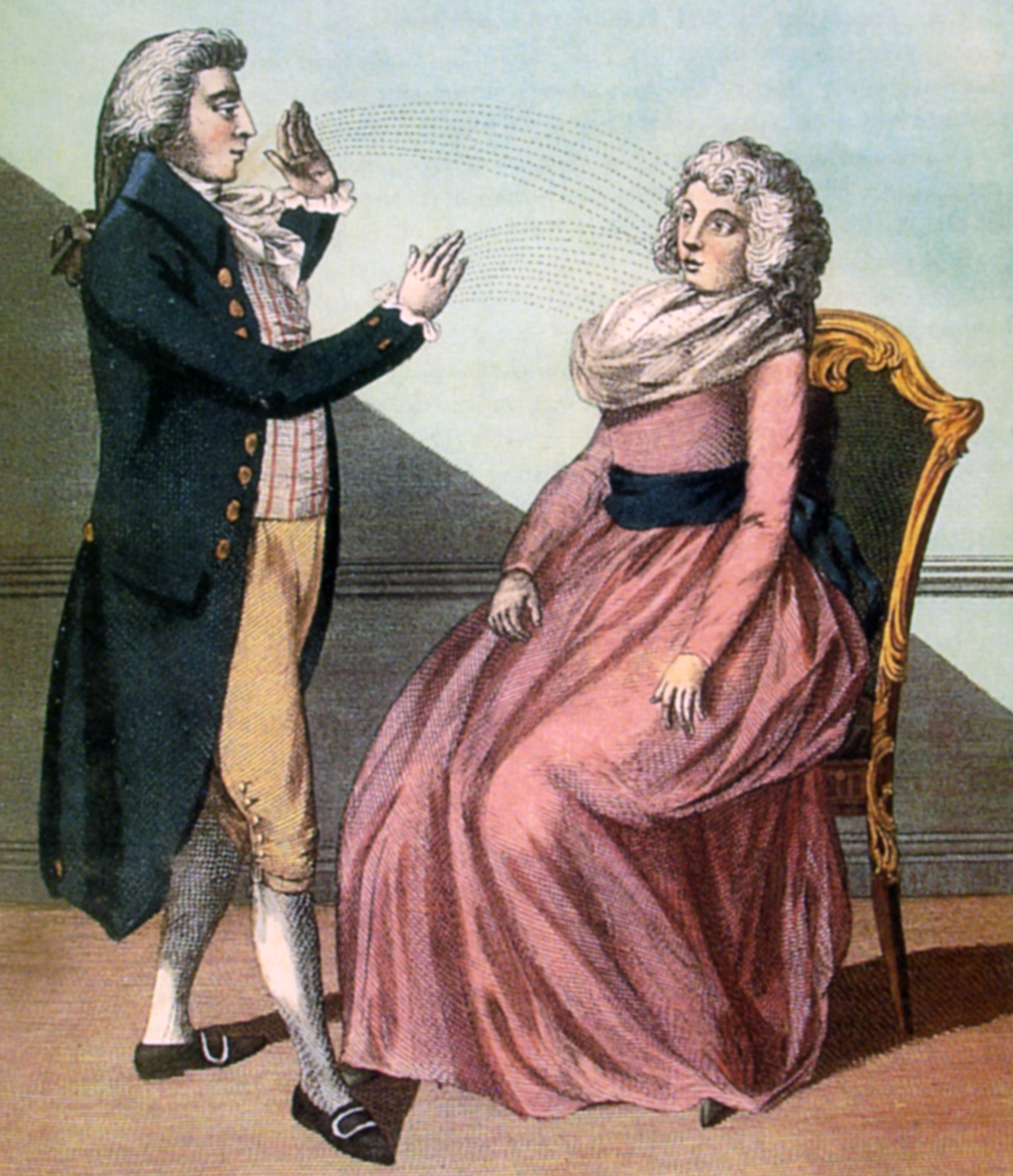
Magnétiseur induisant une transe hypnotique. Gravure de 1794.

Loin d'être un marginal, Mesmer est un médecin imprégné des nouveaux principes d'une médecine des Lumières. Il est l'élève de Gérard van Swinten, qui introduit à l'Université de Vienne les idées de son maître Herman Boerrhaave. La médecine est une science d'observation du corps vivant, qui se pratique au lit du malade.
Sa confrontation avec l'exorciste Gassner, qui est à l'origine de sa carrière de magnétiseur, représente une médicalisation des courants magiques et mystiques toujours très présents au XVIIIe siècle. Dans des états de « possession », de souffrances convulsives, maladies « nerveuses ou vaporeuses », Mesmer entend transférer le pouvoir miraculeux du sorcier ou de l'exorciste au pouvoir guérisseur du magnétiseur.
Mesmer est un partisan de la Raison et du despotisme éclairé. Il rejette aussi bien le vieux galénisme que les superstitions en tous genres. Admirateur de Newton et de Rousseau, il croit au projet d'une médecine issue de la nature, en progrès pour le bonheur de l'humanité. Selon Rausky, en créant la « société de l'harmonie universelle », Mesmer insuffle à ses disciples plus que la volonté de guérir, mais bien le désir de guérir, ce qui expliquerait ses succès.
Mesmer n'est ni un théoricien, ni un grand lecteur, et il n'a guère précisé sa doctrine. Mais ses idées paraissent être celles d'un matérialisme sensualiste inspiré d'Helvétius, de Baron d'Holbach. En tant que représentant de l'Aufklärung, Mesmer inspire directement Lorenz Oken, chef de file de la Naturphilosophie allemande.

## Œuvres
- De l'influence des planètes sur le corps humain, 1766.
- Mémoire sur la découverte du magnétisme animal, Genève, P. Fr. Didot le jeune, 1779, 85 p. (OCLC 231071100, lire en ligne).
- Précis historique des faits relatifs au magnétisme animal jusques en avril 1781 (trad. de l'allemand), Londres, 1781, 229 p. (lire en ligne).

Mémoire de F. A. Mesmer, docteur en médecine, sur ses découvertes, Paris, Fuchs, 1799, 110 p. (lire en ligne).

## Postérité
Sa renommée dans le monde anglophone sera telle que le verbe « hypnotiser » (au propre et au figuré) se dit non seulement to hypnotize en anglais, mais également to mesmerize ; la forme verbale mesmerizing (littéralement « mesmerisant ») est également employée comme adjectif avec le sens de fascinant (pour qualifier un spectacle, un film, un livre, etc.)
Honoré de Balzac était un adepte du mesmérisme et du magnétisme animal. Il s'étend longuement sur le sujet dans son roman Ursule Mirouët où l'on voit le sceptique docteur Minoret se laisser convaincre de traiter sa pupille : Ursule.
En 1887, Guy de Maupassant mentionne le nom de Mesmer et décrit des phénomènes hypnotiques dans sa deuxième version du Horla.
Justinus Kerner est, d'après Henri Ellenberger, le premier à effectuer une recherche sur la vie de Franz Anton Mesmer et à rassembler des documents biographiques s'y rapportant. En 1936, le docteur Jean Vinchon a publié chez Amédée Legrand, une étude intitulée Mesmer et son secret.
En 1994, Roger Spottiswoode réalise le film Mesmer, sur la vie du docteur (surtout le côté hypnose), avec Alan Rickman dans le rôle de Franz Anton Mesmer.
En 2017, Barbara Albert réalise le film Mademoiselle Paradis racontant le traitement de Maria Theresia Paradis par Mesmer.
Mesmer est évoqué dans le film Cure, de Kiyoshi Kurosawa, où un ancien étudiant en psychologie devenu fou a d'inquiétants pouvoirs hypnotiques. Le Baquet de Mesmer (1905) : court-métrage de Georges Meliès.
Également cité par Abraham Van Helsing, dans Dracula de Francis Ford Coppola.
Le roman de Brian O'Doherty l'Étrange cas de mademoiselle P. (1992) est consacré à l'affaire du traitement de la musicienne aveugle Maria Theresia von Paradis.
Alexandre Dumas décrit une séance de soins dans Le Collier de la reine.
Michèle Halberstadt écrit L'incroyable histoire de Mademoiselle Paradis (2008-édition Albin Michel) consacré au traitement et à la "romance entre Paradis & Mesmer"
Messmer, un artiste québécois, reprend le nom Mesmer comme nom de scène en hommage.
Frédéric Gros évoque, en 2019, dans un roman, la vie de Mesmer sous la forme d'une autobiographie épistolaire.

## Liens